# Martiana
Martiana is een geslacht van kreeftachtigen uit de klasse van de Malacostraca (hogere kreeftachtigen).

## Soort
- Martiana clausa (Rathbun, 1915)